# Великий Лес (Коростенский район)
Великий Лес (укр. Великий Ліс) — хутор на Украине, основано в 1928 году, находится в Коростенской городской общине Житомирской области.
Код КОАТУУ — 1822383202. Население по переписи 2001 года составляло 105 человек, на 2010 год — 40 чел. Почтовый индекс — 11533. Телефонный код — 4142. Занимает площадь 1,136 км².